# Crocidura douceti
Crocidura douceti — вид ссавців родини Soricidae. Він зустрічається в Кот-д'Івуарі, Ліберії та, можливо, Нігерії. Його природне місце проживання — субтропічні або тропічні сухі ліси.